# Liste der Wappen im Landkreis Miesbach
Die Liste der Wappen im Landkreis Miesbach zeigt die Wappen der Gemeinden im bayerischen Landkreis Miesbach.

## Landkreis Miesbach

Landkreis Miesbach In Silber oben ein halber, goldbewehrter roter Falke mit ausgebreiteten Schwingen über zwei schräg gekreuzten roten Stäben, unten über blauen Wasserwellen zwei mit den Stängeln gekreuzte grüne Seeblätter.
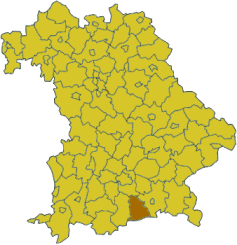
Lage des Landkreises Miesbach in Bayern
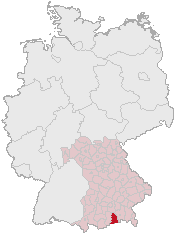
Lage des Landkreises Miesbach in Deutschland

## Wappen der Städte, Märkte und Gemeinden

Gemeinde Bad Wiessee In Blau über zwei silbernen Wellenbalken eine von zwei goldenen Händen emporgehobene goldene Schale; im Schildfuß ein goldener Dreiberg.
Gemeinde Bayrischzell Über blauem Schildfuß, darin drei stehende silberne Rauten, in Blau ein silberner, aus der Teilungslinie emporsteigender Berg, belegt mit einem schwarzen Gemsenkopf.
Gemeinde Fischbachau Durch einen silbernen Wellenbalken geteilt; oben gespalten, vorne fünfmal gespalten von Rot und Gold, hinten in Blau ein goldener Zickzackbalken; unten in Blau eine edelsteinbesetzte goldene Marienkrone.
Gemeinde Gmund a.Tegernsee In Blau über silbernen Wellen zwei mit den Stielen verschlungene silberne Seeblätter, überhöht von einer goldenen Krone mit lilienförmigen Blättern.
Gemeinde Hausham In Silber über zwei schräg gekreuzten roten Stäben schwebend ein halber roter Adler mit goldenem Schnabel.
Markt Holzkirchen In Rot auf grünem Boden eine silberne Kirche mit Sattelturm und blauem Dach, beiderseits und über dem Langhaus der Kirche je eine grüne Tanne.
Gemeinde Irschenberg In Blau auf roten Flammen kniend der heilige Bischof Marinus mit goldgesäumter Bischofsmütze und goldenem Messkleid über silbernem Untergewand.
Gemeinde Kreuth Geteilt von Grün und Silber; oben ein Gemsenkopf, unten zwei Seeblätter mit verschlungenen Stielen in verwechselten Farben.
Stadt Miesbach In einem roten, ovalen Wappenschild, umschlungen von einem Lorbeer- und Palmenzweig eine Turnierlanze mit fliegenden blau-silbernen Bändern, das Tuch dreimal wellenförmig von Silber und Blau schräglinks geteilt und mit einer goldenen Borte eingefasst; die Stange schräglinks gebändert von Silber und Blau.
Gemeinde Otterfing Über nach oben gebogenem, goldenem Balken in Blau zwei einander zugewendete halbe silberne Steinböcke, darüber drei, zwei zu eins gestellte, goldene Kronen.
Gemeinde Rottach-Egern In Silber ein roter Wellenbalken; oben der Rumpf eines blauen Fischreihers mit blauem Fisch im roten Schnabel, unten ein grüner Kahn mit zwei Rudern.
Markt Schliersee In Blau auf goldenem Faltstuhl sitzend der heilige Papst Sixtus mit goldener Tiara, goldenem Mantel und silbernem Gewand, die Rechte segnend erhoben, in der Linken ein silbernes Schwert mit goldenem Griff.
Stadt Tegernsee Geviert von Blau und Silber; 1 und 4 drei, zwei zu eins gestellte goldene Kronen, 2 und 3 über blauen Wellen zwei grüne Seeblätter mit verschlungenen Stielen.
Gemeinde Valley In Gold unter einem doppelköpfigen schwarzen Adler übereinander drei blaue Bogen.
Gemeinde Waakirchen Unter einem silbernen Schildhaupt, darin zwei mit den Stängeln gekreuzte grüne Seeblätter, in Blau gekreuzt ein goldener Morgenstern und ein goldener Bergmannshammer.
Gemeinde Warngau In Silber unter zwei grünen Seeblättern, an verschlungenen Stielen, ein rotes Kreuz, umgeben von einer dem Schildrand folgenden schwarzen Kette.
Gemeinde Weyarn Durch einen silbernen Wellenpfahl gespalten; vorne durch einen goldenen Balken geteilt von Rot und Grün, belegt von einem schräg gekreuzten silbernen Schwert mit goldenem Griff und einem goldenen Schlüssel; hinten in Blau auf goldenem Dreiberg ein rotbewehrter goldener Falke mit rotem Halsband und goldenem Halsring.

## Ehemalige Gemeinden mit eigenem Wappen

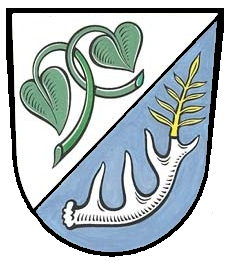
Gemeinde Dürnbach
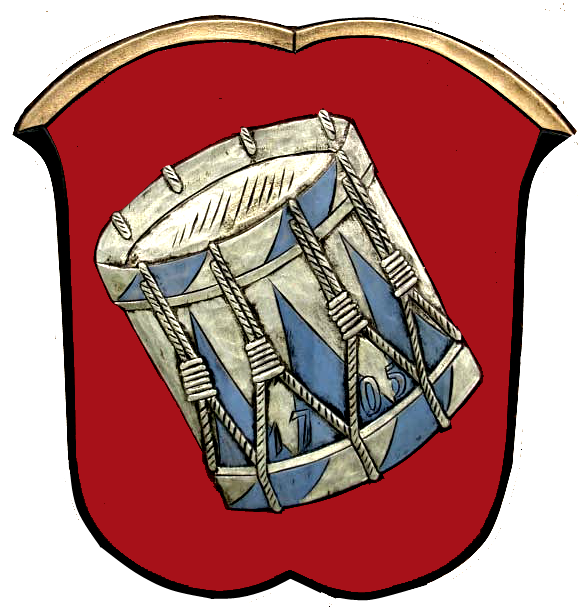
Gemeinde Gotzing
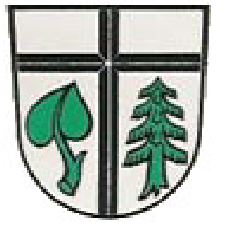
Gemeinde Schaftlach